# Teatro existencialista
El teatro existencialista nació a mitades del siglo XX en Francia, también es denominado como el teatro del compromiso social. Surgió con las obras del filósofo Jean Paul Sartre, el mayor representante del existencialismo.
Sus obras, inspiradas en sus doctrinas filosóficas, tratan diferentes puntos de vista sobre la creación del hombre en cuanto a su naturaleza, su existencia, la responsabilidad que conlleva la capacidad de elegir de los seres racionales dejando a un lado las divinidades, así como el objetivo de los humanos.
Además de Sartre, también cultivó este tipo de teatro Albert Camus y algunas obras de Anouilh guardan semejanzas con las existencialistas.
Como los demás movimientos teatrales nacidos en esta época, refleja una realidad interna y una preocupación extrema por la técnica utilizada para expresar diferentes situaciones y sentimientos, dejando a un lado el tema en sí. Este teatro se diferencia de los demás de su momento por centrarse en el tema del individuo y la circunstancia que lo rodea, los cuales suelen ser problemas actuales y de toda una sociedad como los son conflictos tales como guerras, pobreza, conflictos entre países, violencia entre otros. 
El teatro existencialista criticaba la situación contemporánea, igual que el teatro del absurdo, la diferencia entre estos dos consiste en que el existencialista propone soluciones a los problemas y el teatro del absurdo prefiere presentar los problemas y dejarlos al juicio del público.
En conclusión, el teatro existencialista fue el movimiento teatral con mayor preocupación sobre los temas actuales así como la situación de la humanidad de la época. Este género se enfocaba en la crítica, para posteriormente alentar al público sobre acciones que cambiasen el ambiente religioso. 
- Datos: Q5410443